# Хиллис, Уильям Даниэль
Уильям Даниэль «Дэнни» Хиллис (англ. William Daniel "Danny" Hillis, родился 25 сентября 1956) — американский изобретатель, инженер, математик, предприниматель, трансгуманист и писатель. Соучредитель Thinking Machines Corporation, компании, создавшей Connection Machine, параллельный суперкомпьютер, разработанный Хиллисом в MIT. Также он является соучредителем таких организаций, как Long Now Foundation, Applied Minds, Metaweb Technologies, Applied Proteomics, а также автором книги The Pattern on the Stone: The Simple Ideas That Make Computers Work. Профессор инженерных наук и медицины в Университете Южной Калифорнии.

## Биография

### Ранние годы
Дэнни Хиллис родился в Балтиморе, штате Мэриленд в 1956 году. Его отец, Уильям Хиллис, был эпидемиологом ВВС США, занимался изучением гепатита в Африке, побывав со своей семьей в Руанде, Бурунди, Республике Конго и Кении. Провел небольшую часть своего детства в Калькутте, Индия, где его отец был приглашенным преподавателем в ISI. Эти годы молодого Хиллиса обучала дома его мать, Аргай Бриггс Хиллис, которая была профессором по биостатистике. Дэнни рано заинтересовался математикой и биологией. У него есть младший брат Дэвид Хиллис, профессор эволюционной биологии в университете штата Техас в Остине, и сестра Аргай Е. Хиллис, профессор неврологии в университете Джонса Хопкинса.

### Образование и наука
В 1978 году Хиллис окончил MIT со степенью бакалавра в области математики, а затем в 1981 году получил степень магистра в области электротехники и вычислительной техники (EECS), специализируясь в области робототехники.
В это время Хиллис работал в лаборатории MIT (Logo Laboratory), разрабатывающей компьютерное оборудование и программное обеспечение для детей. Он разработал компьютерные-ориентированные игры и игрушки для Milton Bradley Company, а также является одним из основателей Terrapin Software — производителя программного обеспечения для начальных школ. Он также создал компьютер из детского конструктора Tinkertoys, который выставлен в бостонском Музее науки.
Однако основная работа Хиллиса заключалась в параллельных вычислениях. Хиллис спроектировал Connection Machine, параллельный суперкомпьютер и в 1983 году стал соучредителем Thinking Machines Corporation, производящей и представляющей на рынке суперкомпьютеры на основе идеи параллельных вычислений. В 1985 году, продолжая это исследование, Хиллис получил степень доктора философии по EECS в MIT под руководством Джеральда Джей Сассмена, Марвина Мински и Клода Шеннона. Диссертация участвовала в конкурсе диссертаций ACM Distinguished Dissertation в 1985 году и выиграла его.

### Думающие машины
Хиллис стал соучредителем корпорации Thinking Machines в 1983 году, параллельно работая над своей докторской диссертацией в MIT. Компания должна была разработать Connection Machine Хиллиса для коммерческих параллельных суперкомпьютеров, а также исследовать вычислительные пути для создания искусственного интеллекта. Стремления Хиллиса представлены девизом компании «Мы строим машину, которая будет гордиться нами». Хиллис считал что «параллельная архитектура должна была стать основным компонентом для решения этой задачи».
Очевидно, что основным принципом организации мозга является параллелизм. Он использует массивный параллелизм. Большое количество очень простых параллельных блоков, работающих вместе и связанных информацией. Так что, если мы создадим компьютер, который будет функционировать по этой системе организации, он будет в состоянии выполнять те же задачи, которые выполняет человеческий мозг.
В Thinking Machines Corporation, Хиллис построил техническую команду со многими людьми, которые впоследствии стали лидерами в области науки и промышленности, в том числе Брюстер Кейл, Гай Стил, Сидней Бреннер, Дэвид Вальц, Джек Шварц, и Эрик Ландер. Он даже уговорил Ричарда Фейнмана пожертвовать своим летним отпуском. В 1990 году, Thinking Machines Corporation была лидером на рынке параллельных суперкомпьютеров, с объёмом продаж около $65 млн.
В 1986 году Хиллис продемонстрировал первый суперкомпьютер с массивной параллельной обработкой (МРР — massive multiprocessing). На своей первой презентации СМ-1 выполнила сканирование 16 тыс. статей со сводками последних новостей за 1/20 секунды. Статья в Time, посвященная этому событию, гласила: «Традиционный компьютер по сравнению с СМ-1 — то же, что велосипед по сравнению со сверхзвуковым истребителем».

### Анимация Диснея
В 1994 году, корпорация Thinking Machines сделала заявление о банкротстве. В 1996 году, после короткого пребывания в качестве профессора в лаборатории MIT Media Lab, Хиллис присоединился к Walt Disney Company и занял пост вице-президента по исследованиям и разработкам анимации Диснея. По утверждению Хиллиса это было его ранними амбициями.
С детства я хотел работать в Диснее… Я помню, как смотрел Уолта Диснея рассказывающего по телевизору об инженерах разрабатывающих Диснейленд. Тогда я решил, что когда-нибудь я тоже стану инженером Диснейленда. Позже я стал интересоваться другого рода магией — магией компьютеров. Теперь я, наконец, нашел идеальную работу — обеспечение компьютерного волшебства в Диснее.
В Диснее Хиллис разрабатывал новые технологии, а также бизнес-стратегии для тематических парков Диснея, телевидения, кинофильмов, Интернета и компаний потребительских товаров. Он также спроектировал новые аттракционы тематического парка, полноразмерного шагающего робота-динозавра и различные микро-механические устройства.

### Прикладные умы
Хиллис оставил Дисней в 2000 году вместе с Брэном Ферреном, президентом Walt Disney Imagineering, R&D Creative Technologies division. Вместе Феррен и Хиллис основали Applied Minds, компанию, направленную на обеспечение технологий и консультационные услуги фирмам целого ряда отраслей, в том числе аэрокосмической, электроники и игрушек.
В июле 2005 года, Хиллис, Роберт Кук и другие из Applied Minds создали Metaweb Technologies, Inc. для разработки семантической инфраструктуры хранения данных для Интернета, и свободной всемирной общедоступной базы данных. Когда Metaweb была приобретена компанией Google, технология стала основой Google’s Knowledge Graph. Хиллис, вместе с доктором Дэвидом Б. Агуса, совместно соучередили ответвление Applied Minds под названием Applied Proteomics Inc, которая разработала и смоделировала машину, для измерения уровня белков в крови для медицинской диагностики.
Совместная работа Хиллиса с Agus над раком привело к созданию University of Southern California Physical Sciences-Oncology Center (USC PS-OC), финансируемого Национальным институтом рака (NCI). Хиллис является главным исследователем этой программы.

### Long Now Foundation и часы Long Now
В 1993 году перед закрытием Thinking Machines, Хиллис писал о долгосрочных взглядах на жизнь и предложил проект строительства часов, предназначенных для работы на протяжении тысячелетий:
«Когда я был ребенком, люди привыкли говорить о том, что произойдет в 2000 году Теперь, спустя тридцать лет, они до сих пор говорят о том, что произойдет к 2000 году. Будущее сжималось на один год в год для всей моей жизни. Я думаю, что настало время для долгосрочного проекта, который заставит людей, заглянуть дальше ментального барьера Тысячелетия. Я хотел бы предложить большие (размером больше чем Стоунхендж) механические часы, питающиеся от сезонных изменений температуры. Они тикают один раз в год, звонят раз в столетие, а кукушка выходит каждое тысячелетие.»
И этот проект получил продолжение. Первая опытная модель таких часов была запущена 31 декабря 1999 года и в 12 часов ночи индикатор даты изменился с 01999 до 02000. Дважды прозвучал сигнал, ознаменовавший это событие. После удачного начала, с помощью Джеффри Безоса, пожертвовавшего для этой цели $42 млн и группы энтузиастов, Хиллис начал строительство часов в натуральную величину в отдалённой горной цепи в Диаблосе, Техас. 

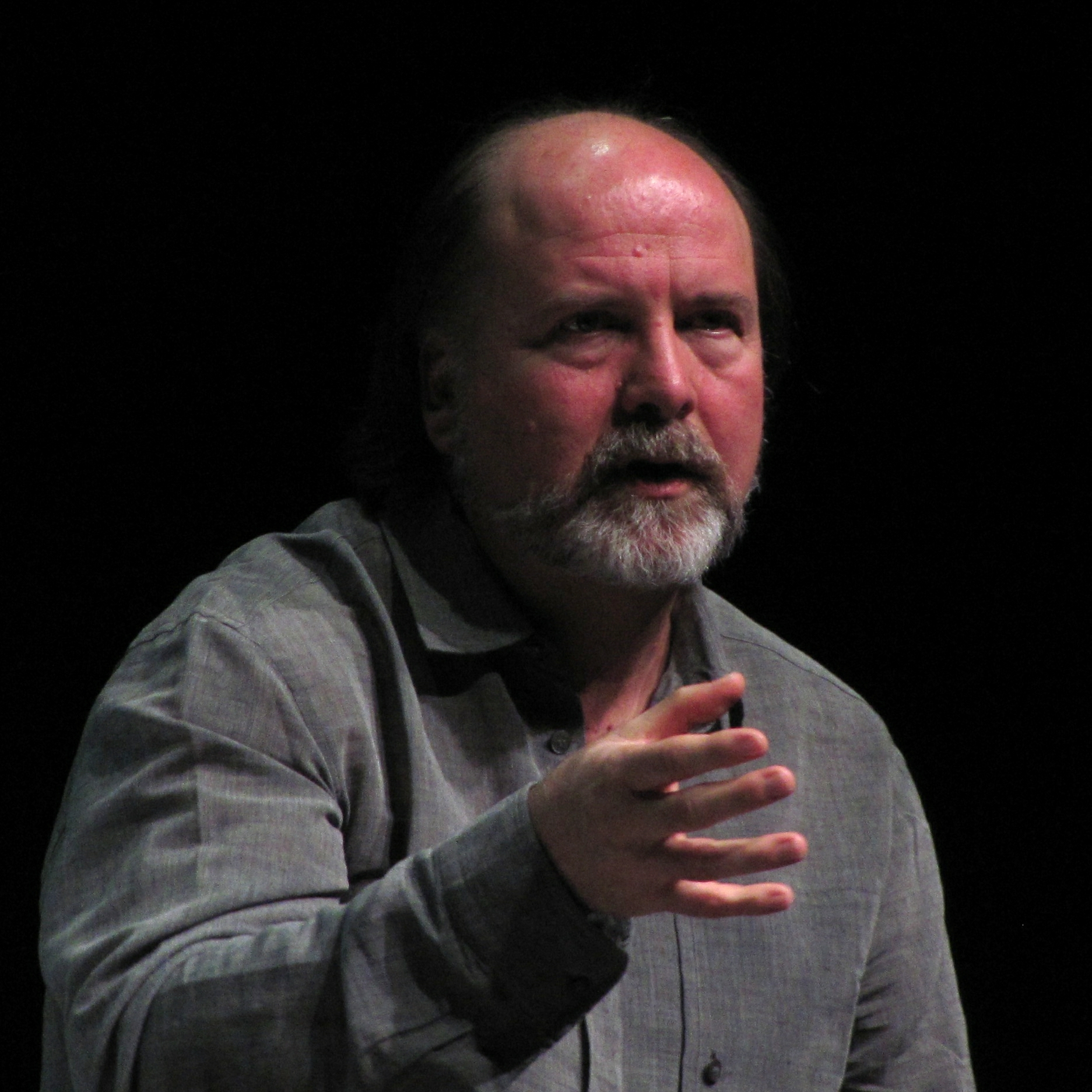
Хиллис выступает на собрании Long Now Foundation в Сан-Франциско в 2014 г.

Часовой механизм размером в высоту будет помещен в глубь горы на 150 метров. Для заведения часового механизма используются «гирьки», каждая высотой 2,5 метра и весом по 4500 кг. Преимущественно весь механизм часов будет сделан из нержавеющей стали, керамики и камня.
На вопрос о смысле тысячелетних часов Хиллис отвечает так: «Я не могу представить будущее, но я забочусь о нём. Я знаю, что я часть истории, которая началась задолго до того, что я помню, и будет продолжаться ещё долго, после того как кто-то будет помнить меня».
Название Clock of the Long Now было придумано автором и композитором, Брайан Ино. Хиллис написал статью для журнала Wired предлагая часы, которые прослужат более 10 000 лет. Проект непосредственно привел к созданию Long Now Foundation в 1996 году Хиллисом, Стюартом Брэндом, Брайаном Ино, Эстер Дайсон, и Митчем Кэпор.

## Философия разума
Хиллис утверждал, что в целом именно параллелизм является главным компонентом интеллекта; что ничего другого не требуется для создания разума из распределенной сети процессоров. 
…Интеллект состоит из тысячи маленьких мелочей. В свое время мы узнаем о каждой из них, и поскольку мы работаем над этим, машины будут все больше и больше похожи на людей. Это является постепенно происходящим процессом.
Это не так сильно отличается от предположения Марвина Мински в его «Общество разума», который гласит, что ум представляет собой совокупность агентов, каждый из которых, заботится о конкретном аспекте интеллекта и при общении друг с другом, обменивается информацией по мере необходимости.
Некоторые теоретики наук об искусственном интеллекте считают что главное — это не основной вычислительный режим, а решающие конкретные алгоритмы (рассуждения, память, восприятие и т. д.). Другие утверждают, что правильная комбинация «мелочей» необходима, чтобы привести образцы к общей схеме независимой скоординированной деятельности, которые и представляют собой реальный интеллект.

Хиллис один из тех немногочисленных людей, которые предприняли серьёзную попытку создать «интеллектуальную машину» и его стремление преуспеть очевидно:
«Я хотел бы найти способ помочь сознанию выйти за границы человеческого тела. Построение „думающей машины“ является своего рода поиском земного бессмертия. Нечто гораздо более особенное, чем мы можем себе представить. Создание „думающей машины“ мой способ протянуть к этому руки.»

## «Узор на камне»
В 1998 году Хиллис в своей книге «Узор на камне» («The Pattern on the Stone») пытается дать общее представление о информатике для широкого круга читателей, используя простой язык, метафоры и аналогии. Он движется от булевой алгебры по таким темам, как теория информации, параллельные вычисления, криптография, алгоритмы, эвристика, машин Тьюринга и перспективные технологии, такие как квантовые вычисления и эмерге́нтные системы.